# Esila arvorum
Esila arvorum là một loài ruồi trong họ Tachinidae.